# 여름아 부탁해
《여름아 부탁해》는 2019년 4월 29일부터 2019년 10월 25일까지 방영된 KBS 1TV 저녁일일극이다.

## 줄거리
입양으로 엮이는 가족들의 모습을 따뜻하고 유쾌하게 담아낸 힐링 가족 드라마

## 기획 의도
핵가족을 넘어 갈등 할래야 갈등할 상대조차 없는 1인 가구가 늘어나는 요즘, 가족은 힘겨운 인생살이에 버팀목일 때도 있지만 남보다 더한 웬수와 같을 때도 있다.
호락호락하지 않은 삶 속에서도 자신의 선택에 최선을 다하는 금희의 모습을 통해 입양과 가족의 의미를 찾아보고자 한다.
또한 그런 금희를 응원하는 가족과 그 가족들을 둘러싼 갈등과 사랑을 통해 시대에 걸맞은 진정한 가족애에 대한 고민을 함께 해보고자 한다.

## 방송 시간
| 방송 채널 | 방송 기간                                           | 방송 시간                | 방송 분량 |
| --------- | --------------------------------------------------- | ------------------------ | --------- |
| KBS 1TV   | 2019년 4월 29일~2019년 10월 25일[1회~128회(본방송)] | 매주 평일 저녁 8:30~9:00 | 30분      |
| KBS 2TV   | 2019년 4월 30일~2019년 10월 28일[1회~128회(재방송)] | 매주 평일 아침 9:00~9:40 | 40분      |
| KBS 2TV   | 2019년 5월 10일: 재방송 결방                        | 매주 평일 아침 9:00~9:40 | 40분      |
| KBS 2TV   | 2019년 10월 3일: 재방송 결방                        | 매주 평일 아침 9:00~9:40 | 40분      |

## 재방송 시간 편성 변경
| 방송 채널 | 방송 기간                       | 방송 시간             | 방송 분량 |
| --------- | ------------------------------- | --------------------- | --------- |
| KBS 2TV   | 2019년 10월 9일 [115회(재방송)] | 수요일 아침 8:45~9:25 | 40분      |

## 등장인물

### 주요 인물
- 이영은: 왕금희(36세) 역(아역 김소연) - 준호의 전처. 왕가네 삼 남매 중 장녀. 상원의 연인. 상원의 아내. 여름과 가을의 양어머니. 명자의 전 며느리. 용진과 경애의 며느리. 상미의 고등학교 동창. 라이벌. 백혈병 환자. 난임.

- 윤선우: 주상원(33세) 역 (9회, 12회 ~ 128회) - 용진과 경애의 아들. 상미의 동생. 수철과 용순의 조카. 사랑의 사촌 오빠. 금희의 연인. 금희의 남편, 서양 요리 전문 쉐프. 여름의 생부. 가을의 양아버지. 영심과 재국의 사위. 금주의 형부. 금동의 매형.

- 이채영: 주상미(36세) 역(아역 한예원) - 상원의 누나. 여름의 고모. 수철과 용순의 조카. 사랑의 사촌 언니. 유학생. 돌아온 싱글녀. 금희의 고등학교 동창이자 라이벌, 준호의 내연녀. 준호의 두번째 아내. 준호의 두번째 전처.

- 김사권: 한준호(36세) 역 - 성형외과 전문의. 명자의 친아들. 석호의 의붓동생. 금희의 전남편. 영심과 재국의 전 사위. 금주의 전 형부. 금동의 전 매형. 여름의 전 양아버지. 상미의 내연남. 상미의 전남편. 낙도 섬 의료 봉사자

### 영심 가족
- 김혜옥: 나영심(59세) 역 - 왕가네 삼남매의 어머니, 미용실 운영. 여름의 의붓 외할머니. 명자의 사돈
- 나혜미: 왕금주(33세) 역 - 왕가네 삼남매 중 둘째. 재연 배우. 금희의 여동생. 준호의 전 처제. 상원의 처제. 여름의 의붓 이모
- 이한위: 왕재국(63세) 역 - 왕가네 삼남매의 아버지, 전직 공무원. 명자의 사돈. 여름의 의붓 외할아버지.
- 서벽준: 왕금동(32세) 역 - 왕가네 삼남매 중 막내, 공시생 → 미용사, 금희와 금주의 남동생. 상원의 처남. 여름의 의붓 외삼촌

### 용진 가족
- 강석우: 주용진(62세) 역 - 상미와 상원의 아버지. YJ성형외과 & 뷰티클리닉 대표원장. 금희의 시아버지. 여름의 친할아버지.
- 문희경: 허경애(59세) 역 - 용진의 아내, 상미와 상원의 어머니. 금희의 시어머니. 여름의 친할머니.
- 임채원: 주용순(48세) 역 - 용진의 여동생, 상미와 상원의 고모. 여름의 고모 할머니. 사랑의 엄마.
- 손종범: 박수철(53세) 역 - 용순의 남편, 상미와 상원의 고모부, 용진네 운전기사. 사랑의 아빠

### 준호 가족
- 김예령: 변명자(56세) 역 - 준호의 생모, 석호의 계모
- 김산호: 한석호(40세) 역 - 준호의 이복형, 웹 소설가. 금주의 연인

### YJ성형외과 사람
- 변주은: 윤선경(33세) 역 - 피부과 의사, 상원의 대학동기이자 여사친
- 김가란: 정소라(33세) 역 - YJ성형외과 실장, 금주의 친구

### 그 외 인물
- 김기리: 오대성(36세) 역 - 상미와 금희의 고교 동창생, 상미의 엔조이 상대
- 배우희: 진수연(32세) 역 - 중학교 3년 차 영어 선생님 → 영어학원 강사, 금동의 연인
- 김범진: 이동욱(32세) 역 - 수연의 옛 연인, 금동의 친구, 신참 변호사
- 송민재: 서여름 / 주여름 / 한여름 역 - 천사 보육원 출신. 금희와 준호의 양아들. 상원과 보라의 친아들. 영심과 재국의 의붓 외손자. 금주와 금동의 의붓 조카. 용진과 경애의 친손자.
- 엄태윤: 민수 역 - 여름의 친구
- 한희정: 금희의 아파트에 이사온 여자 역
- 문대성: 금희네 아파트 경비원 역
- 김재흠: 상미에게 차 빼라고 말하는 남자 역
- 구혜령: 김태희 역 - 명자와 찜질방에서 싸우는 여자
- 김광인: 찜질방 안에 있는 가게 주인 역
- 정휘욱: 금주의 재연드라마 상대 배우 역
- 김두은: 재연 드라마 PD 역
- 유옥주: 미용실에 온 영심의 지인 역
- 윤태희: 미용실에 온 영심의 지인 역
- 정미혜: 미용실 손님 역
- 윤미향: 천사보육원의 원장 역
- 배유리: 여름의 유치원 선생님 역
- 성찬호: 금은방 주인 역
- 송경화: 상미의 담당 주치의 역 - 상원의 선배
- 송인섭: 동산지구대 경찰 역
- 이정혁: 성민 역 - 준호의 친구
- 나인우: 장원준 역 - 금주의 상대 배우
- 전은미: 댄스스포츠 회원 역
- 이현주: 이미선 역 - 보라의 친구, 백화점 직원
- 정병호: 선경의 아버지 역
- 황상경: 김태식 역 - 준호의 사주를 받은 여름의 가짜 친부
- 김태영: 박 과장 역 - 금희의 주치의, 용진의 동료
- 한그림: 간호사 역

### 특별 출연
- 이정민: 'TV 주치의 굿닥터'의 진행자 역
- 이연두: 레이싱걸 유세리역

## 시청률
최저 시청률과 최고 시청률은 시청률 조사회사와 지역별로 시청률에 차이가 있을 수 있습니다.
| 2019년  | 2019년    | 2019년         | 2019년         | 2019년       | 2019년 |
| 회차    | 방송일    | TNmS 시청률    | AGB 시청률     | AGB 시청률   |        |
| 회차    | 방송일    | 대한민국(전국) | 대한민국(전국) | 서울(수도권) |        |
| ------- | --------- | -------------- | -------------- | ------------ | ------ |
| 제1회   | 4월 29일  | 22.0%          | 18.5%          | 16.1%        |        |
| 제2회   | 4월 30일  | 19.5%          | 15.5%          | 13.8%        |        |
| 제3회   | 5월 1일   | 18.7%          | 15.2%          | 12.9%        |        |
| 제4회   | 5월 2일   | 20.9%          | 15.7%          | 14.2%        |        |
| 제5회   | 5월 3일   | 19.0%          | 15.5%          | 14.7%        |        |
| 제6회   | 5월 6일   | 17.3%          | 13.4%          | 11.8%        |        |
| 제7회   | 5월 7일   | 18.2%          | 15.7%          | 14.2%        |        |
| 제8회   | 5월 8일   | 17.4%          | 14.2%          | 11.7%        |        |
| 제9회   | 5월 10일  | 18.0%          | 14.3%          | 12.7%        |        |
| 제10회  | 5월 13일  | 19.9%          | 16.6%          | 15.0%        |        |
| 제11회  | 5월 14일  | 19.5%          | 14.8%          | 13.6%        |        |
| 제12회  | 5월 15일  | 18.4%          | 15.1%          | 13.5%        |        |
| 제13회  | 5월 16일  | 19.6%          | 15.1%          | 12.8%        |        |
| 제14회  | 5월 17일  | 18.1%          | 14.7%          | 12.8%        |        |
| 제15회  | 5월 20일  | 20.2%          | 15.4%          | 13.6%        |        |
| 제16회  | 5월 21일  | 18.9%          | 15.4%          | 13.9%        |        |
| 제17회  | 5월 22일  | 18.2%          | 14.7%          | 13.3%        |        |
| 제18회  | 5월 23일  | 19.9%          | 15.8%          | 14.7%        |        |
| 제19회  | 5월 24일  | 18.2%          | 13.8%          | 12.0%        |        |
| 제20회  | 5월 27일  | 19.7%          | 16.2%          | 14.3%        |        |
| 제21회  | 5월 28일  | 17.9%          | 15.1%          | 13.5%        |        |
| 제22회  | 5월 29일  | 19.7%          | 14.6%          | 13.3%        |        |
| 제23회  | 5월 30일  | 18.7%          | 15.1%          | 13.8%        |        |
| 제24회  | 5월 31일  | 18.8%          | 15.7%          | 14.5%        |        |
| 제25회  | 6월 3일   | 18.7%          | 15.6%          | 14.5%        |        |
| 제26회  | 6월 4일   | 17.8%          | 15.0%          | 12.9%        |        |
| 제27회  | 6월 5일   | 17.8%          | 14.6%          | 13.6%        |        |
| 제28회  | 6월 6일   | 20.0%          | 16.6%          | 15.0%        |        |
| 제29회  | 6월 7일   | 18.0%          | 15.0%          | 14.4%        |        |
| 제30회  | 6월 10일  | 19.8%          | 16.4%          | 15.2%        |        |
| 제31회  | 6월 11일  |                | 12.7%          | 11.3%        |        |
| 제32회  | 6월 12일  | 18.1%          | 14.5%          | 12.4%        |        |
| 제33회  | 6월 13일  | 20.6%          | 17.1%          | 15.3%        |        |
| 제34회  | 6월 14일  | 19.5%          | 16.3%          | 14.6%        |        |
| 제35회  | 6월 17일  | 21.0%          | 17.4%          | 15.2%        |        |
| 제36회  | 6월 18일  | 20.2%          | 17.2%          | 16.3%        |        |
| 제37회  | 6월 19일  | 19.7%          | 16.2%          | 15.1%        |        |
| 제38회  | 6월 20일  | 21.6%          | 17.4%          | 15.8%        |        |
| 제39회  | 6월 21일  | 20.7%          | 17.0%          | 16.0%        |        |
| 제40회  | 6월 24일  | 21.6%          | 18.2%          | 15.7%        |        |
| 제41회  | 6월 25일  | 21.2%          | 18.4%          | 16.4%        |        |
| 제42회  | 6월 26일  | 21.3%          | 18.3%          | 15.8%        |        |
| 제43회  | 6월 27일  | 22.4%          | 18.9%          | 17.8%        |        |
| 제44회  | 6월 28일  | 20.5%          | 17.9%          | 16.3%        |        |
| 제45회  | 7월 1일   | 20.6%          | 18.0%          | 16.3%        |        |
| 제46회  | 7월 2일   | 21.0%          | 17.6%          | 15.7%        |        |
| 제47회  | 7월 3일   | 20.4%          | 17.7%          | 15.9%        |        |
| 제48회  | 7월 4일   | 20.3%          | 18.1%          | 16.4%        |        |
| 제49회  | 7월 5일   | 19.6%          | 16.9%          | 15.3%        |        |
| 제50회  | 7월 8일   | 21.4%          | 18.0%          | 16.1%        |        |
| 제51회  | 7월 9일   | 19.7%          | 18.0%          | 17.2%        |        |
| 제52회  | 7월 10일  | 21.6%          | 18.1%          | 16.5%        |        |
| 제53회  | 7월 11일  | 22.6%          | 19.0%          | 17.4%        |        |
| 제54회  | 7월 12일  | 20.5%          | 17.7%          | 16.6%        |        |
| 제55회  | 7월 15일  | 22.8%          | 19.0%          | 17.1%        |        |
| 제56회  | 7월 16일  | 21.7%          | 19.4%          | 18.1%        |        |
| 제57회  | 7월 17일  | 21.1%          | 17.3%          | 15.6%        |        |
| 제58회  | 7월 18일  | 22.3%          | 18.8%          | 16.5%        |        |
| 제59회  | 7월 19일  | 22.0%          | 18.1%          | 16.7%        |        |
| 제60회  | 7월 22일  | 22.1%          | 19.5%          | 18.2%        |        |
| 제61회  | 7월 23일  |                | 19.7%          | 18.6%        |        |
| 제62회  | 7월 24일  | 18.9%          | 16.9%          |              |        |
| 제63회  | 7월 25일  | 20.2%          | 18.5%          |              |        |
| 제64회  | 7월 26일  | 21.3%          | 17.6%          | 16.6%        |        |
| 제65회  | 7월 29일  |                | 18.3%          | 16.3%        |        |
| 제66회  | 7월 30일  | 20.0%          | 18.6%          |              |        |
| 제67회  | 7월 31일  | 18.9%          | 17.2%          |              |        |
| 제68회  | 8월 1일   | 18.5%          | 17.1%          |              |        |
| 제69회  | 8월 2일   | 21.2%          | 17.2%          | 15.9%        |        |
| 제70회  | 8월 5일   |                | 19.1%          | 17.2%        |        |
| 제71회  | 8월 6일   | 21.6%          | 19.3%          |              |        |
| 제72회  | 8월 7일   | 19.7%          | 17.1%          |              |        |
| 제73회  | 8월 8일   | 20.8%          | 18.9%          |              |        |
| 제74회  | 8월 9일   | 23.7%          | 20.7%          | 18.9%        |        |
| 제75회  | 8월 12일  | 24.1%          | 21.1%          | 19.4%        |        |
| 제76회  | 8월 13일  | 25.1%          | 20.2%          | 18.5%        |        |
| 제77회  | 8월 14일  | 22.2%          | 19.6%          | 17.7%        |        |
| 제78회  | 8월 15일  | 24.2%          | 21.4%          | 19.5%        |        |
| 제79회  | 8월 16일  |                | 20.6%          | 18.8%        |        |
| 제80회  | 8월 19일  | 21.7%          | 19.6%          |              |        |
| 제81회  | 8월 20일  | 24.6%          | 20.9%          | 19.4%        |        |
| 제82회  | 8월 21일  | 24.2%          | 21.7%          | 19.4%        |        |
| 제83회  | 8월 22일  | 24.2%          | 22.0%          | 20.0%        |        |
| 제84회  | 8월 23일  | 23.7%          | 21.1%          | 19.6%        |        |
| 제85회  | 8월 26일  | 25.4%          | 23.2%          | 21.4%        |        |
| 제86회  | 8월 27일  | 23.7%          | 22.3%          | 20.3%        |        |
| 제87회  | 8월 28일  | 23.7%          | 20.9%          | 18.0%        |        |
| 제88회  | 8월 29일  | 25.3%          | 21.8%          | 19.4%        |        |
| 제89회  | 8월 30일  | 24.6%          | 21.0%          | 19.5%        |        |
| 제90회  | 9월 2일   | 25.5%          | 22.6%          | 20.5%        |        |
| 제91회  | 9월 3일   | 25.5%          | 22.8%          | 20.4%        |        |
| 제92회  | 9월 4일   | 26.4%          | 23.0%          | 21.5%        |        |
| 제93회  | 9월 5일   | 27.0%          | 23.2%          | 20.7%        |        |
| 제94회  | 9월 6일   | 23.9%          | 21.1%          | 18.9%        |        |
| 제95회  | 9월 9일   | 25.9%          | 23.4%          | 20.7%        |        |
| 제96회  | 9월 10일  | 24.9%          | 22.6%          | 20.2%        |        |
| 제97회  | 9월 11일  | 24.1%          | 20.9%          | 18.8%        |        |
| 제98회  | 9월 12일  | 19.2%          | 18.3%          | 17.1%        |        |
| 제99회  | 9월 13일  | 16.3%          | 16.4%          | 15.5%        |        |
| 제100회 | 9월 16일  | 26.6%          | 23.3%          | 21.2%        |        |
| 제101회 | 9월 17일  | 27.3%          | 23.4%          | 21.3%        |        |
| 제102회 | 9월 18일  | 26.8%          | 23.3%          | 21.0%        |        |
| 제103회 | 9월 19일  | 26.8%          | 24.2%          | 21.8%        |        |
| 제104회 | 9월 20일  | 26.3%          | 22.6%          | 20.2%        |        |
| 제105회 | 9월 23일  | 27.2%          | 24.2%          | 22.1%        |        |
| 제106회 | 9월 24일  | 25.8%          | 23.8%          | 22.0%        |        |
| 제107회 | 9월 25일  | 25.8%          | 23.1%          | 20.8%        |        |
| 제108회 | 9월 26일  | 27.0%          | 24.3%          | 21.7%        |        |
| 제109회 | 9월 27일  | 26.8%          | 22.8%          | 20.5%        |        |
| 제110회 | 9월 30일  | 26.1%          | 23.7%          | 21.3%        |        |
| 제111회 | 10월 1일  | 27.6%          | 25.2%          | 22.4%        |        |
| 제112회 | 10월 3일  |                | 23.7%          | 21.3%        |        |
| 제113회 | 10월 4일  | 25.9%          | 23.7%          | 20.9%        |        |
| 제114회 | 10월 7일  | 26.2%          | 24.9%          | 23.1%        |        |
| 제115회 | 10월 8일  | 25.9%          | 23.6%          | 22.3%        |        |
| 제116회 | 10월 9일  | 25.1%          | 22.6%          | 20.4%        |        |
| 제117회 | 10월 10일 | 24.5%          | 22.4%          | 20.8%        |        |
| 제118회 | 10월 11일 | 26.1%          | 23.4%          | 21.5%        |        |
| 제119회 | 10월 14일 | 25.9%          | 22.2%          | 20.4%        |        |
| 제120회 | 10월 15일 | 25.7%          | 23.4%          | 21.4%        |        |
| 제121회 | 10월 16일 | 25.3%          | 23.3%          | 21.3%        |        |
| 제122회 | 10월 17일 | 26.6%          | 24.7%          | 22.3%        |        |
| 제123회 | 10월 18일 | 26.4%          | 23.7%          | 21.5%        |        |
| 제124회 | 10월 21일 | 27.3%          | 23.8%          | 20.9%        |        |
| 제125회 | 10월 22일 | 24.1%          | 21.7%          | 19.1%        |        |
| 제126회 | 10월 23일 | 25.0%          | 22.4%          | 20.4%        |        |
| 제127회 | 10월 24일 | 27.6%          | 24.0%          | 21.7%        |        |
| 제128회 | 10월 25일 | 26.9%          | 23.1%          | 20.9%        |        |

## 결방 사유 및 연장
- 2019년 5월 9일: 《문재인 정부 2년 특집 대담 대통령에게 묻는다》 생중계 방송으로 인한 결방.
- 2019년 10월 2일: 《제18호 태풍 미탁》 KBS 뉴스특보 긴급편성으로 인한 결방.
- 여름아 부탁해 방영 분량이 120부작에서 8회 연장되어 128부작으로 변경 및 확정되었다.

## 수상 및 후보
| 연도 | 시상식                      | 부문                        | 수상자        | 결과 |
| ---- | --------------------------- | --------------------------- | ------------- | ---- |
| 2019 | KBS 연기대상                | 일일드라마 부문 여자 우수상 | 이영은        | 수상 |
| 2019 | KBS 연기대상                | 일일드라마 부문 남자 우수상 | 윤선우        | 후보 |
| 2019 | KBS 연기대상                | 여자 조연상                 | 나혜미        | 후보 |
| 2019 | KBS 연기대상                | 남자 청소년 연기상          | 송민재        | 후보 |
| 2019 | KBS 연기대상                | 베스트 커플상               | 나혜미·김산호 | 후보 |
| 2019 | 제12회 코리아 드라마 어워즈 | 여자 신인상                 | 나혜미        | 후보 |

## OST
- Part.1: 여은 (멜로디데이) - 키다리 나무 2019. 5. 6. 발매
- Part.2: 노지훈 - 아직도 겨울 2019. 5. 12. 발매
- Part.3: 조성모 - 기다린 날도 지워질 날도 2019. 5. 19. 발매
- Part.4: 조문근 - 오랜만에 2019. 5. 24. 발매
- Part.5: 제이세라 - 한 사람을 위한 마음 2019. 5. 26. 발매
- Part.6: 이장우 - 그대 눈물까지도 2019. 6. 2. 발매
- Part.7: 영지 - 다시 돌아와줘 2019. 6. 7. 발매
- Part.8: 이세준 (유리상자) - 당신은 천사와 커피를 마셔본 적이 있습니까? 2019. 6. 9. 발매
- Part.9: 한살차이 - 햇살 좋은 어느 봄날에 2019. 6. 14. 발매
- Part.10: 리치 - You are my sunshine 2019. 6. 16. 발매
- Part.11: 안예슬 - Waiting For Me 2019. 6. 21. 발매
- Part.12: 금조 (나인뮤지스) - 일과 이분의 일 (Feat. 캔도) 2019. 6. 23. 발매
- Part.13: 서제이 - 그럴때면 2019. 6. 28. 발매
- Part.14: 이미쉘 - 단 하루만 2019. 6. 30. 발매
- Part.15: 가을로 가는 기차 - 매일 너에게 2019. 7. 5. 발매
- Part.16: 란 - 사랑해서 아픈 거겠죠 2019. 7. 7. 발매
- Part.17: 한경일 - 그립다 그립다 그립다 2019. 7. 8. 발매
- Part.18: 코드 - 한사람을 잃고서 2019. 7. 14. 발매
- Part.19: 류미니 - 미친 2019. 7. 21. 발매
- Part.20: 더 데이지 - 다 괜찮은 척 하고 2019. 7. 28. 발매
- Part.21: 지세희 - Love is 2019. 8. 4. 발매
- Part.22: 크리샤 츄 - 천일의 사랑 2019. 8. 11. 발매
- Part.23: 김만희 - Blue&Black 2019. 8. 18. 발매
- Part.24: 황시연 - 내게 잘해주지 마요 2019. 8. 25. 발매
- Pary.25: 캔도 (CANDO) - 약속하나 2019. 9. 1. 발매
- Part.26: 리디아 (Lydia) - 미안해요 고마워요 사랑해요 2019. 9. 8. 발매
- Part.27: 비비안 (BBAHN) - 끝내야 하겠죠 2019. 9. 12. 발매
- Part.28: 은가은 - My Only 2019. 9. 14. 발매
- Part.29: 김서연 - 다 거짓말이죠 2019. 9. 22. 발매
- Part.30: 천소아 - 돌아와 다시 돌아와 2019. 9. 29. 발매
- Part.31: 코다브릿지 - 사랑 뭣하러 했을까 2019. 10. 4. 발매
- Part.32: 두리 - Time to go (날 기억해) 2019. 10. 13. 발매
- Part.33: 레니 - 아직 실감이 안나서 2019. 10. 20. 발매
- Part.34: 모닝커피 (Morning Coffe) - 너는 나만의 사랑 2019. 10. 23. 발매
- Part.35: 지인 (걸스데이) - 가지마 지금은 2019. 10. 25. 발매

## 참고 사항
- 본래, 초기 제목은 《왕비의 자식들》이었다.[3]
- 방송을 앞두고 2019년 4월 25일 서울 구로구 신도림 라마다호텔에서 드라마 제작발표회가 열렸다. 이 자리에는 연출을 맡은 성준해 PD와 배우 이영은, 윤선우, 이채영, 김사권, 김혜옥, 나혜미, 김산호가 참석했다.[4]
- 공동 집필한 남선혜 작가는 중국 드라마 《오로라를 찾아서》를 집필했던 작가다.
- 이채영은 전작 《시를 잊은 그대에게》에 이어 이혼녀 역으로 출연한다.
- 나혜미는 전작 《하나뿐인 내편》 이후 1개월 만에 복귀한다.
- 조성모, 이세준(유리상자)는 《하나뿐인 내편》에 이어 이번 드라마에도 OST에 참여했다.

## 같이 보기
- 2019년 대한민국의 텔레비전 드라마 목록
- 대한민국의 텔레비전 드라마 목록 (ㅇ)